# Le Pêcheur et sa femme
 (janvier 2017).
Si vous disposez d'ouvrages ou d'articles de référence ou si vous connaissez des sites web de qualité traitant du thème abordé ici, merci de compléter l'article en donnant les références utiles à sa vérifiabilité et en les liant à la section « Notes et références ».
Le Pêcheur et sa femme (en dialecte hambourgeois Von dem Fischer un syner Fru, en allemand Vom Fischer und seiner Frau) est un conte populaire allemand qui figure parmi ceux recueillis par les frères Grimm dans le premier volume de Contes de l'enfance et du foyer (Kinder- und Hausmärchen, 1812, n° KHM 19).
Il a inspiré Alexandre Pouchkine pour son conte russe en vers Le Pêcheur et le Petit Poisson (en russe : Сказка о рыбаке и рыбке). Il inspire également le compositeur suisse Othmar Schoeck pour sa cantate dramatique Vom Fischer un syner Fru (1930) et Günter Grass pour son roman Le Turbot.  